# Cantonul Boën-sur-Lignon
Cantonul Boën-sur-Lignon este un canton din arondismentul Montbrison, departamentul Loire, regiunea Rhône-Alpes, Franța.

## Comune
| Comune                      | Populație (1999) | Cod poștal | Cod INSEE |
| --------------------------- | ---------------- | ---------- | --------- |
| Ailleux                     | 151              | 42130      | 42002     |
| Arthun                      | 489              | 42130      | 42009     |
| Boën-sur-Lignon             | 3 138            | 42130      | 42019     |
| Bussy-Albieux               | 475              | 42260      | 42030     |
| Cezay                       | 194              | 42130      | 42035     |
| Débats-Rivière-d'Orpra      | 147              | 42130      | 42084     |
| L'Hôpital-sous-Rochefort    | 108              | 42130      | 42109     |
| Leigneux                    | 360              | 42130      | 42119     |
| Marcilly-le-Châtel          | 1 229            | 42130      | 42134     |
| Marcoux                     | 685              | 42130      | 42136     |
| Montverdun                  | 1 010            | 42130      | 42150     |
| Pralong                     | 846              | 42600      | 42179     |
| Sainte-Agathe-la-Bouteresse | 993              | 42130      | 42197     |
| Saint-Étienne-le-Molard     | 907              | 42130      | 42219     |
| Sainte-Foy-Saint-Sulpice    | 433              | 42110      | 42221     |
| Saint-Laurent-Rochefort     | 257              | 42130      | 42252     |
| Saint-Sixte                 | 690              | 42130      | 42288     |
| Trelins                     | 566              | 42130      | 42313     |